# Young Miko
María Victoria Ramírez de Arellano Cardona (Añasco, 8 de noviembre de 1997), conocida artísticamente como Young Miko, es una cantante y compositora puertorriqueña.

## Primeros años
María Victoria Ramírez de Arellano Cardona nació el 8 de noviembre de 1997 en Añasco, Puerto Rico. Con el apoyo de sus padres, estudió artes visuales en la Universidad Interamericana de Puerto Rico, donde aprendió a tatuar. Después de practicar consigo misma, se convirtió en una tatuadora profesional para pagar su primer micrófono.

## Carrera musical
En 2019, Miko comenzó a lanzar música a través de SoundCloud. Su primera canción lanzada a través de la plataforma se llamaba «Quiero». Y su primera colaboración en SoundCloud fue con Bonaroti, un amigo de confianza. El 15 de julio de 2021, lanzó su primer sencillo oficial en colaboración con el DJ y productor puertorriqueño Caleb Calloway, titulado «105 Freestyle». El 6 de agosto de 2021, lanzó una colaboración con la rapera puertorriqueña Villano Antillano, titulada «Vendetta». El 17 de septiembre de 2021, lanzó una colaboración con el cantante puertorriqueño Leebrian, titulada «Katana». El 9 de diciembre de 2021, lanzó su primer sencillo oficial en solitario, titulado «Puerto Rican Mami».
El 15 de abril de 2022, Miko lanzó «Standard» como el sencillo principal de su álbum de estudio debut. El 8 de julio de 2022, lanzó «Riri» como el segundo sencillo del álbum. El 22 de julio de 2022, lanzó su álbum de estudio debut, titulado Trap Kitty. A finales del mes, el cantante puertorriqueño Bad Bunny la invito a uno de sus conciertos en el Coliseo de Puerto Rico, donde interpretó «Puerto Rican Mami» y «Riri».
Miko lanzó «Lisa» el 3 de marzo de 2023. La canción alcanzó la posición número 58 en España. El 31 de marzo de 2023, el cantante colombiano Feid lanzó «Classy 101» con la participación de Miko. La canción se volvió un éxito comercial, alcanzando el top 10 en Argentina, Bolivia, Colombia, Chile y España y alcanzando la posición número 99 en la lista estadounidense Billboard Hot 100. El 6 de abril de 2023, colaboró con la cantante argentina Cazzu en «Brinca», alcanzando la posición número 66 en Argentina. El 22 de abril de 2023, anunció su primera gira mundial, Trap Kitty World Tour, en apoyo a su álbum de estudio debut. El 17 de mayo de 2023, colaboró con la cantante argentina Nicki Nicole en «8 AM», alcanzando la posición número 26 en Argentina. El 22 de junio de 2023, apareció junto con la rapera dominicana Tokischa en una remezcla de «Chulo» de la cantante española Bad Gyal, titulada «Chulo pt. 2». La canción alcanzó la posición número 64 en Argentina. El 10 de enero de 2024 lanzó, junto con el DJ y productor argentino Bizarrap, «Young Miko: Bzrp Music Sessions, Vol. 58».

## Vida personal
Miko es abiertamente lesbiana. En una entrevista, habló sobre su experiencia al contarle a sus padres sobre su sexualidad: «Fue un papelón. Mi familia es bien religiosa pero después de todo eso dieron un giro de 180°, me adoran y me apoyan. Mi hermano menor es gay, mi papá ve RuPaul’s Drag Race».

## Discografía

### Álbumes de estudio
| Título     | Detalles |
| ---------- | --- |
| Trap Kitty | - Lanzamiento: 22 de julio de 2022 - Discográfica: The Wave Music Group - Formatos: Descarga digital y streaming |
| att.       | - Lanzamiento: 5 de abril de 2024 - Discográfica: The Wave Music Group - Formatos: Descarga digital y streaming  |

### Sencillos

#### Como artista principal
| Título                                                                                       | Año  | Mejor posición en listas | Mejor posición en listas | Mejor posición en listas | Mejor posición en listas | Mejor posición en listas | Mejor posición en listas | Mejor posición en listas | Certificaciones                            | Álbum                |
| Título                                                                                       | Año  | ARG                      | BOL                      | COL                      | CHI                      | ESP                      | USA                      | USA Latin                | Certificaciones                            | Álbum                |
| -------------------------------------------------------------------------------------------- | ---- | ------------------------ | ------------------------ | ------------------------ | ------------------------ | ------------------------ | ------------------------ | ------------------------ | ------------------------------------------ | -------------------- |
| «105 Freestyle» (Young Miko y Caleb Callowey)                                                | 2021 | —                        | —                        | —                        | —                        | —                        | —                        | —                        |                                            | Sencillos sin álbum  |
| «Vendetta» (Young Miko y Villano Antillano)                                                  | 2021 | —                        | —                        | —                        | —                        | —                        | —                        | —                        |                                            | Sencillos sin álbum  |
| «Katana» (Young Miko y Leebrian)                                                             | 2021 | —                        | —                        | —                        | —                        | —                        | —                        | —                        |                                            | Sencillos sin álbum  |
| «Puerto Rican Mami»                                                                          | 2021 | —                        | —                        | —                        | —                        | —                        | —                        | —                        |                                            | Sencillos sin álbum  |
| «Stripper X» (Lil Joujou y Young Miko)                                                       | 2022 | —                        | —                        | —                        | —                        | —                        | —                        | —                        |                                            | Sencillos sin álbum  |
| «Standard»                                                                                   | 2022 | —                        | —                        | —                        | —                        | —                        | —                        | —                        |                                            | Trap Kitty           |
| «2seater» (Young Martino, Young Miko y Juanka)                                               | 2022 | —                        | —                        | —                        | —                        | —                        | —                        | —                        |                                            | Sencillos sin álbum  |
| «Un poquito» (Alejo y Young Miko)                                                            | 2022 | —                        | —                        | —                        | —                        | —                        | —                        | —                        |                                            | Sencillos sin álbum  |
| «Castigada» (Catalyna, Young Miko y Cory)                                                    | 2022 | —                        | —                        | —                        | —                        | —                        | —                        | —                        |                                            | Sencillos sin álbum  |
| «Riri»                                                                                       | 2022 | —                        | —                        | —                        | —                        | —                        | —                        | —                        |                                            | Trap Kitty           |
| «Besties (Remix)» (Joyce Santana, Young Miko y Villano Antillano con YovngChimi y Luar la L) | 2022 | —                        | —                        | —                        | —                        | —                        | —                        | —                        |                                            | Sencillos sin álbum  |
| «Condado» (Chris Jedi, Young Miko y Lunay)                                                   | 2022 | —                        | —                        | —                        | —                        | —                        | —                        | —                        |                                            | Sencillos sin álbum  |
| «La mini» (Casper Mágico y Young Miko)                                                       | 2022 | —                        | —                        | —                        | —                        | —                        | —                        | —                        |                                            | Sencillos sin álbum  |
| «Salvaje» (Lyanno y Young Miko)                                                              | 2022 | —                        | —                        | —                        | —                        | —                        | —                        | —                        |                                            | Sencillos sin álbum  |
| «Aprovéchame, BB» (VF7 y Young Miko)                                                         | 2022 | —                        | —                        | —                        | —                        | —                        | —                        | —                        |                                            | Sencillos sin álbum  |
| «Kachipun» (Metalingüística, Young Miko y Akapellah)                                         | 2022 | —                        | —                        | —                        | —                        | —                        | —                        | —                        |                                            | Sencillos sin álbum  |
| «De pasajero» (Club 16, Jota Rosa y Young Miko con Kris Floyd y Chanell)                     | 2022 | —                        | —                        | —                        | —                        | —                        | —                        | —                        |                                            | Sencillos sin álbum  |
| «Amandita» (Omar Courtz y Young Miko)                                                        | 2023 | —                        | —                        | —                        | —                        | —                        | —                        | —                        |                                            | Sencillos sin álbum  |
| «Déjanos pasar» (PJ Sin Suela y Young Miko)                                                  | 2023 | —                        | —                        | —                        | —                        | —                        | —                        | —                        |                                            | Sencillos sin álbum  |
| «Big Booty» (Hozwal, Young Miko y Lil Geniuz)                                                | 2023 | —                        | —                        | —                        | —                        | —                        | —                        | —                        | - RIAA (Latin): Platino                    | Sencillos sin álbum  |
| «6B» (Los G4, Young Miko y Jovaan con Go Get Music)                                          | 2023 | —                        | —                        | —                        | —                        | —                        | —                        | —                        |                                            | Sencillos sin álbum  |
| «Pretty Bad Bitch» (Brray y Young Miko)                                                      | 2023 | —                        | —                        | —                        | —                        | —                        | —                        | —                        |                                            | Sencillos sin álbum  |
| «Lisa»                                                                                       | 2023 | —                        | —                        | —                        | —                        | 58                       | —                        | —                        |                                            | Sencillos sin álbum  |
| «Cuando te toca» (Yandel y Young Miko)                                                       | 2023 | —                        | —                        | —                        | —                        | —                        | —                        | —                        |                                            | Resistencia          |
| «Classy 101» (Feid y Young Miko)                                                             | 2023 | 9                        | 6                        | 2                        | 2                        | 6                        | 99                       | 15                       | - Promusicae: ×2 platino                   | Ferxxocalipsis       |
| «Dirty»                                                                                      | 2023 | —                        | —                        | —                        | —                        | —                        | —                        | —                        |                                            | Sencillo sin álbum   |
| «Brinca» (Cazzu y Young Miko)                                                                | 2023 | 66                       | —                        | —                        | —                        | —                        | —                        | —                        |                                            | Nena trampa (deluxe) |
| «8 AM» (Nicki Nicole y Young Miko)                                                           | 2023 | 26                       | —                        | —                        | —                        | —                        | —                        | —                        |                                            | Alma                 |
| «ID» (Young Miko y Jowell & Randy)                                                           | 2023 | —                        | —                        | —                        | —                        | —                        | —                        | —                        |                                            | Sencillos sin álbum  |
| «Chulo, pt. 2» (Bad Gyal, Tokischa y Young Miko)                                             | 2023 | 18                       | —                        | —                        | 7                        | —                        | —                        | 33                       | - RIAA (Latin): x6 Platino - AMPROFON: Oro | Sencillos sin álbum  |
| «Wiggy»                                                                                      | 2023 | 35                       | —                        | —                        | —                        | 66                       | —                        | —                        |                                            | Sencillos sin álbum  |
| «Tempo» (Marshmello y Young Miko)                                                            | 2023 | —                        | —                        | —                        | —                        | —                        | —                        | —                        |                                            | Sencillos sin álbum  |

### Otras canciones posicionadas
| Título                         | Año  | Mejor pos. | Álbum                               |
| Título                         | Año  | ESP        | Álbum                               |
| ------------------------------ | ---- | ---------- | ----------------------------------- |
| «Dispo» (Karol G y Young Miko) | 2023 | 70         | Mañana será bonito (Bichota Season) |

### Otras apariciones en álbumes
| Título                                                    | Año  | Álbum                               |
| --------------------------------------------------------- | ---- | ----------------------------------- |
| «Kilimanjaro» (Arcángel y Young Miko)                     | 2022 | Sr. Santos                          |
| «Mañana» (Tainy, Young Miko y The Marías)                 | 2023 | Data                                |
| «Colmillo» (Tainy, J Balvin, Young Miko y Jowell & Randy) | 2023 | Data                                |
| «FINA» (Bad Bunny y Young Miko)                           | 2023 | Nadie sabe lo que va a pasar mañana |
| «Bzrp Music Sessions, Vol. 58» (Bizarrap y Young Miko)    | 2024 | -                                   |
| «Señorita» (Wisin y Young Miko)                           | 2024 | Mr. W                               |

## Premios y nominaciones
| Premios                    | Año  | Nominación a                             | Categoría                      | Resultado | Ref.   |
| -------------------------- | ---- | ---------------------------------------- | ------------------------------ | --------- | ------ |
| Premios Lo Nuestro         | 2023 | Ella misma                               | Artista revelación femenina    | Nominada  | [ 38 ] |
| Premios Lo Nuestro         | 2025 | Chulo PT.2 (junto a Bad Gyal y Tokischa) | Mejor combinación femenina     | Nominadas | [ 39 ] |
| Premios Tu Música Urbano   | 2023 | Ella misma                               | Top rising star – femenino     | Ganadora  | [ 40 ] |
| Premios Tu Música Urbano   | 2023 | Ella misma                               | Top artista trap               | Nominada  | [ 40 ] |
| Premios Tu Música Urbano   | 2023 | «Lisa»                                   | Top canción trap               | Nominada  | [ 40 ] |
| Premios Tu Música Urbano   | 2023 | «Big Booty» (con Hozwal y Lil Geniuz)    | Top canción trap               | Nominada  | [ 40 ] |
| Premios Tu Música Urbano   | 2023 | «Riri»                                   | Video del año                  | Nominada  | [ 40 ] |
| Premios Juventud           | 2023 | «Riri»                                   | Mejor canción trap             | Nominada  | [ 41 ] |
| Premios Juventud           | 2023 | «Brinca» (con Cazzu)                     | Girl Power                     | Nominada  | [ 41 ] |
| Premios Juventud           | 2023 | «Trap Kitty»                             | Mejor álbum urbano – femenino  | Nominada  | [ 41 ] |
| Premios Juventud           | 2023 | Ella misma                               | La nueva generación – femenina | Nominada  | [ 41 ] |
| Premios MTV Miaw           | 2023 | Ella misma                               | Artista en la mira             | Nominada  | [ 42 ] |
| Premios MTV Miaw           | 2023 | Ella misma                               | Artista + flow                 | Nominada  | [ 42 ] |
| Premios MTV Miaw           | 2023 | «Classy 101» (con Feid)                  | Perreo supremo                 | Nominada  | [ 42 ] |
| Kids' Choice Awards México | 2023 | «Classy 101» (con Feid)                  | Collab fav                     | Nominada  | [ 43 ] |
| Kids' Choice Awards México | 2023 | Ella misma                               | Cantante o grupo revelación    | Nominada  | [ 43 ] |
| Kids' Choice Awards México | 2024 | Ella misma                               | Artista Latino                 | Nominada  | [ 44 ] |
| Kids' Choice Awards México | 2024 | Ella misma                               | Fashion Icon                   | Pendiente | [ 45 ] |